# Соколов, Нил Иванович
Нил Ива́нович Соколо́в (1844—1894) — профессор частной патологии и терапии Императорской военно-медицинской академии в Санкт-Петербурге. Действительный статский советник.

## Биография
Из Калужской духовной семинарии поступил в медико-хирургическую академию, в которой окончил курс в 1870 году и был оставлен при академии для усовершенствования (в клинике Боткина).
Степень доктора медицины получил в 1874 году за труд «О влиянии на организм животных искусственной задержки кожной перспирации», имеющий значение и до сих пор.
Посланный для усовершенствования за границу, работал у Р. Вирхова, Ф. Реклингхаузена и Э. Ф. Хоппе-Зейлера.
Работа у Реклингаузена: «Zur Pathologie des akuten Milztumors» («Virchow’s Archiv» 66) установила причину гиперплазии селезёнки при инфекционных болезнях.
Работа у Хоппе-Зейлера дала анализ жёлчи.
По возвращении из-за границы Н. И. Соколов состоял доцентом по клинике внутренних болезней и занял место ассистента клиники профессора С. П. Боткина.
К этому времени относятся его работы:
- «О гипертрофическом циррозе печени» (1878),
- «О наружном применении глины при аневризмах аорты» (1881).

С 1881 г. Н. И. Соколов был соредактором С. П. Боткина по «Еженедельной клинической газете», а с переименованием её в «Больничную газету С. П. Боткина» — одним из её редакторов-издателей.
В 1882 г. Н. И. Соколов был назначен главным врачом Александровской городской барачной больницы и состоял председателем совета врачей городских больниц (под его председательством был составлен проект нового больничного устава). В это время Н. И. Соколов читал, как приват-доцент, лекции по инфекционным болезням врачам и студентам.
Во время эпидемии инфлюэнцы в Петербурге сделал доклад о клинических данных об этой болезни; с обнародованием Р. Кохом лечения туберкулёза туберкулином Н. И. Соколов изучал этот метод лечения в Берлине и применял его в больнице в Петербурге.
Нил Иванович Соколов редактировал ежегодные отчеты по барачной больнице и отчёт за 10 лет существования больницы. В 1892 г. был избран профессором частной патологии и терапии в Императорской военно-медицинской академии.
Скончался в ночь с 7-го на 8-е апреля 1894 года. Похоронен в Санкт-Петербурге на Новодевичьем кладбище.